# Taketori Monogatari

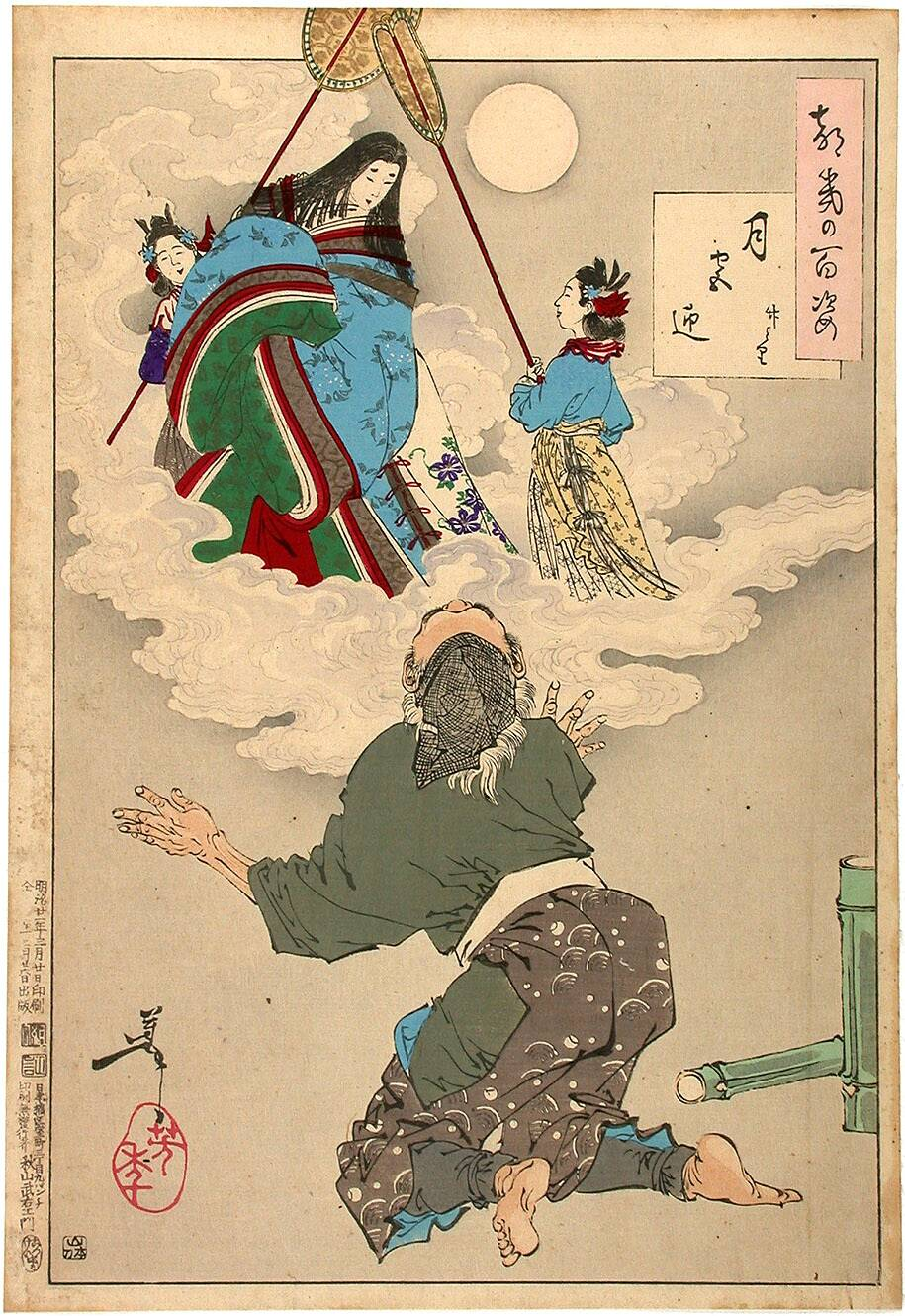
Prinzessin Kaguya auf dem Weg zum Mondpalast

Taketori Monogatari (japanisch 竹取物語 ‚Die Geschichte vom Bambussammler‘), auch Kaguya-hime no Monogatari (かぐや姫の物語, deutsch „Geschichte der Prinzessin Kaguya“) oder Taketori no Okina no Monogatari (竹取翁物語), ist die älteste märchenhaft-romantische Erzählung (Monogatari) Japans.
Der Autor und die genaue Entstehungszeit sind unbekannt, doch geht man davon aus, dass sie um 900 niedergeschrieben wurde. Die Erzählung handelt von der Prinzessin Kaguya (Kaguya-hime) vom Mond, die als winziges Findelkind von einem Bambussammler gefunden wird und zu einer im wahrsten Sinne des Wortes strahlend schönen Frau heranwächst. Fünf adlige Liebesabenteurer bemühen sich sie zu freien, doch scheitern alle an einer Aufgabe, die Kaguyahime jedem der fünf stellt. Selbst der Kaiser kann sie nicht erringen. Am Ende kehrt die schöne Kaguyahime zu einem überirdischen Wesen verklärt als Prinzessin in den Palast des Mondes zurück und verlässt so diese Welt.

## Überblick
Der Text des Taketori Monogatari ist in einer Mischung aus Kanji und Kana, dem Kanji-Kana-majiribun, abgefasst und weist Einflüsse vom chinesischen Festland auf. Die Erzählung beginnt mit der für Monogatari, aber auch für Märchen üblichen Phrase: „ima wa mukashi“ (「今は昔」) – „es war einmal“. Der japanische Text ist in neun Abschnitte gegliedert, woraus sich ein sehr logischer wie chronologischer Aufbau ergibt. Die Kommunikation Kaguyahimes mit den fünf Bewerbern findet nie in dialogischer Form von Angesicht zu Angesicht statt – vielmehr tauscht sie wechselweise ein Waka (Gedicht) aus.

## Handlung

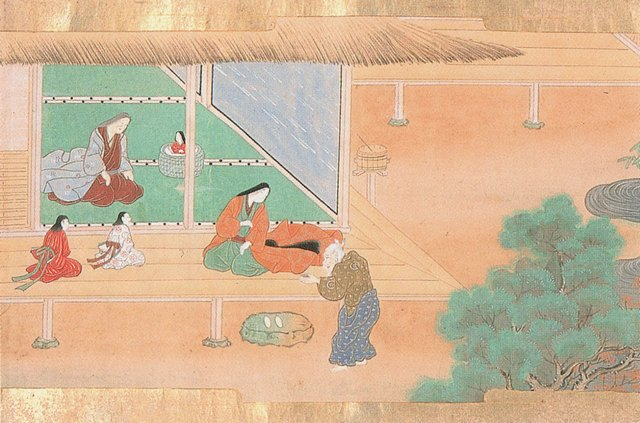
Der Bambusschneider nimmt Prinzessin Kaguya mit nach Hause (Zeichnung von Tosa Horomichi/Tosa Hirosumi, um 1650)

Ein kinderloser Bambussammler namens Sakaki no Miyatsuko bemerkt eines Tages während seiner Arbeit im Wald einen leuchtenden Bambus, in dem sich ein winziges Menschlein von drei Zoll (sun) Größe verbirgt. Er nimmt es mit nach Hause, um es mit seiner Frau aufzuziehen. In den folgenden Monaten begibt es sich, dass der alte Bambusschneider hier und da ein Goldstück zwischen dem Bambus findet. Das Kind wächst schnell heran, ist strahlend schön, weshalb der herbeigerufene Imbe no Akita von Mimurodo ihr den Namen „Nayotake no Kaguyahime“ (なよ竹の赫映姫 Leuchte-Prinzessin) verleiht.
Als sie erwachsen wird, ist sie für ihre Schönheit weithin bekannt und viele Verehrer stellen sich ein, sie zu gewinnen. Nach langem Warten harren nur noch fünf adlige Liebesabenteurer aus. Um zu erkunden, wie ernst die Bewerber es meinen, und ob sie nur ein klein wenig Gefühlstiefe besitzen, stellt Kaguyahime jedem eine Aufgabe, die er lösen soll: Prinz Ishitsukuri (石作皇子, Ishitsukuri no miko, wörtlich: „Prinz Steinmetz“) soll die Steinschale des Buddha finden. Prinz Kuramochi (車持皇子, Kuramochi no miko, wörtlich: „Prinz Wagenbesitzer“) trägt sie auf, einen Ast von einem legendären Baum, dessen Wurzeln aus Silber, dessen Stamm aus Gold bestehen und dessen Früchte Edelsteine sind, vom Berg Hōrai im Ostmeer zu bringen. Udaijin Abe no Mimuraji (阿倍御主人) soll einen Pelzmantel aus Feuerratte (火鼠, hinezumi) im Lande Morokoshi (d. h. China) finden. Dainagon Ōtomo no Miyuki (大伴御行) wird beauftragt, das Drachenjuwel zu finden, das in einer Drachenstirn steckt und in fünf Farben schimmert. Chūnagon Isonokami no Marotari (石上麻呂(足)) hat Kaguyahime eine Muschel für leichtes Gebären zu bringen, wie sie die Schwalben besitzen.

### Die Geschichte des Prinzen Ishitsukuri
Nachdem Prinz Ishitsukuri nachgesonnen hat, wie er in Indien eine Steinschale finden könne, die es nur einmal gibt, beschließt er, die Reise gar nicht erst zu wagen. Stattdessen lässt er Kaguyahime mitteilen, er sei nach Indien abgereist, um dann drei Jahre später mit einer profanen schwarzen Schale von einem Bergtempel in Tōchi bei Kaguyahime zu erscheinen. Kaguyahime erkennt, dass sie nicht die gewünschte Schale erhielt, und lehnt jedes weitere Werben des Prinzen ab.

### Die Geschichte des Prinzen Kuramochi
Der listige Prinz Kuramochi schifft sich unter den Augen seines Gefolges ein, um sich zum Schein auf die Suche nach dem Berg Hōrai zu begeben. In Wahrheit jedoch kehrt er drei Tage später heimlich zurück und bestellt die besten Handwerker in ein heimlich eingerichtetes Versteck, auf dass sie den geforderten Zweig anfertigen. Nach rund 900 Tagen ist das Werk getan und der Prinz überbringt Kaguyahime den Zweig, so dass seine Aufgabe erfüllt scheint. So beginnt der alte Bambussammler, das Schlafgemach für den Prinzen und Kaguyahime herzurichten. Derweil schildert der Prinz ausschweifend seine abenteuerliche Suche und deren vorgeblich glückliches Ende. Kaum dass der Prinz seine Geschichte beendet, erscheinen die Handwerker beim alten Bambussammler, um den Lohn für ihre Arbeit einzufordern. Der Schwindel des Prinzen wird entdeckt und so scheitert auch er, das Ziel in greifbarer Nähe.

### Die Geschichte des Abe no Mimuraji
Abe no Mimuraji, der zu einer einflussreichen Familie gehört, bittet Wang Hi im Lande Morokoshi, ihm den Pelz der Feuerratte zu besorgen und per Schiff zu schicken. Dazu schickt er seinen vermeintlich aufrichtigen Diener Ono no Fusamori, um die Bitte zu überbringen. Wang Hi schickt den Diener mit der Antwort zurück, dass es einen solchen Pelzmantel in Morokoshi nicht gäbe und dass er sich bemühen will, ihn in Indien zu besorgen. Als der Diener zurückkehrt, präsentiert er seinem Herren jedoch nicht nur den erhofften Pelz, sondern auch noch eine offene Rechnung von 50 Unzen Gold. Auch Abe no Mimuraji eilt steten Fußes zu Kaguyahime und überbringt den unbrennbaren Pelz der Feuerratte. Die misstrauische Kaguyahime erprobt daraufhin den Pelz im Feuer und entlarvt auch diesen Schwindel.

### Die Geschichte des Ōtomo no Miyuki
Der Dainagon ruft alle seine Untertanen zusammen und entsendet sie, koste es, was es wolle, einen Drachen zu finden, dem sie den schimmernden Juwel entreißen sollen. Die Dienstleute wissen nicht recht, wie sie diese unmögliche Aufgabe ihres Herren lösen sollen, und verstreuen sich in alle Winde. Als ein Jahr lang kein Fortschritt zu ersehen ist, macht Ōtomo sich selbst mit einem Schiff auf den Weg, um einen Drachen zu erlegen. Er gerät in einen heftigen Sturm, der ihn um ein Haar das Leben kostet, und er kehrt erkrankt zum Strand von Akashi zurück. Dort angekommen beschleicht ihn das Gefühl, dass ein Drache das Unwetter heraufbeschworen habe. Mit den Aussichten darauf, durch das Erringen des Juwels den Zorn eines Drachen auf sich zu ziehen, der nur Elend und Kummer bringt, gibt er sein Vorhaben, Kaguyahimes Aufgabe zu lösen, auf.

### Die Geschichte des Isonokami no Marotari
Um die Muschel leichten Gebärens zu erlangen, lässt Isonokami seine Diener Schwalbennester bauen und die Schwalben beim Eierlegen überwachen. Die Vielzahl der Diener verschreckt die Schwalben, sodass er daraufhin dem Rat Kuratsumaros folgend nur ein Nest beobachten lässt. Voller Ungeduld lässt er sich am Ende selbst in einem Korb unter die Decke des Vorratsraumes ziehen, um die erforderliche Muschel zu ergreifen. Als es zu gelingen scheint, ist er so ungestüm, dass er aus dem Korb stürzt und auf einen Bronzekessel fällt. Enttäuscht stellt er fest, dass er anstatt der Muschel ein Häufchen Schwalbenkot ergriffen hat. Wenige Tage darauf stirbt er infolge seiner Verletzungen.

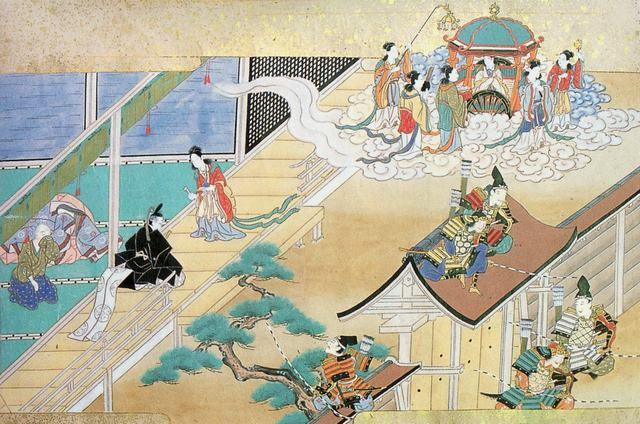
Prinzessin Kaguya reist zum Mond ab (Zeichnung von Tosa Horomichi/Tosa Hirosumi, um 1650)

### Das Werben des Kaisers und Kaguyahimes Heimkehr
Nachdem die fünf Adligen gescheitert sind, interessiert sich auch der Kaiser für Kaguyahime. Er schickt eine Botin aus, um die Faszination, die von ihr ausgeht, zu ergründen und mehr über ihre sagenhafte Schönheit zu erfahren. Nachdem sich Kaguyahime weigert, der Botin unter die Augen zu treten, arrangiert er mit dem alten Bambussammler ein zufälliges Zusammentreffen während eines Jagdausritts. Kaguyahime wird vom Kaiser im Wald überrascht, verwehrt sich ihm jedoch. Als sich der Kaiser ihrer zu bemächtigen sucht, legt sie ihr Leuchten ab und wird zum Schatten. Der Kaiser fügt sich, kehrt unverrichteter Dinge zum Palast zurück und beginnt einen drei Jahre dauernden Briefwechsel mit Kaguyahime.
So geht die Zeit dahin, bis Kaguyahime im Vollmondschein des 15. Tages im 7. Monat voller Kummer den Mond betrachtet. Kaum einen Monat später eröffnet sie dem Bambussammler und seiner Frau, dass sie „ein Mensch aus der Hauptstadt des Mondes“ (月の都, Tsuki no miyako) sei und dass nun die Zeit gekommen sei, zurückzukehren. Es sei unumgänglich, dass sie von unsterblichen Wesen abgeholt und nach Hause in den Mondpalast gebracht werde. Der Kaiser, der davon hört, entsendet Takano no Ōkuni mit 2000 Mann, um ihre Rückkehr zu verhindern. Der Plan missglückt und Kaguyahime entschwindet in einem Wolkenwagen zurück zum Mondpalast. Sie hinterlässt sowohl ihren irdischen Eltern als auch dem Kaiser einen Brief und einen Trank, der Unsterblichkeit verleiht. Der Bambussammler und seine Frau sterben kurze Zeit später in Gram über den Verlust ihres Kindes.
Der Kaiser entsendet Tsuki no Iwakasa mit einem großen Gefolge an Kriegern sowie mit dem Trank und dem Brief zu einem Berg, der dem Himmel nahe ist. Der kaiserliche Bote erhält den Auftrag, beides auf den Berg zu tragen und dort zu verbrennen.

„Und seither nennt man diesen Berg den Berg Fuji (denn das heißt ‚reich an Kriegern‘, es heißt aber auch Unsterblichkeit). Es wird überliefert, daß immer noch jener Rauch bis in die Wolken aufsteigt.“

## Varianten
Von der Legende von der Mondprinzessin gibt es verschiedene Versionen. Die Geschichte ist in großen Teilen Asiens, aber auch in Schottland und Irland verbreitet. Im Folgenden werden mehrere Varianten erläutert, die nicht immer Teil der Geschichte sind.

### Grund der Mondprinzessin, auf der Erde zu erscheinen
Es werden unterschiedliche Gründe genannt, warum Kaguya auf die Erde geschickt wird. Meist hat sie etwas angestellt beziehungsweise ein Verbrechen begangen, in anderen Versionen wird sie wegen eines Krieges auf dem Mond auf die Erde in Sicherheit gebracht. Sie muss dann zum Mond zurück, weil der Krieg vorbei ist.

### Die Verehrer
Die Namen der Verehrer lauten nicht immer so wie angegeben. Auch müssen sie in einigen Geschichten lange warten, bis sie die Aufgaben erhalten. Sie sind dann die Geduldigsten. Die Arten des Versagens bei den Aufträgen sind ebenso unterschiedlich geschildert. Nach einigen Versionen kehrt der erste Verehrer mit einer falschen Schale des Buddha zurück, nach anderen findet er nichts und kehrt aus Stolz nicht wieder. Die Anderen kommen meist bei den Versuchen, die Aufgaben zu erfüllen, um.

### Belohnung der Eltern
Nach einigen Versionen der Geschichte erhalten die Eltern bei der Abreise zum Dank eine heilige Robe, hagoromo.

## Rezeption

### Film und Musik
- Kōichi Kishi (1909–1937) komponierte 1933 ein Stück für Violine und Klavier mit dem Titel Taketori Monogatari
- Taketori Monogatari (1987) – Verfilmung als Spielfilm durch die Tōhō-Filmstudio
- Die Legende von Prinzessin Kaguya (2013) – Verfilmung als Anime durch das Studio Ghibli

### Verwendung in der Populärkultur
- Im 2. Film zum Anime und Manga Inu Yasha, Inu Yasha – The Castle Beyond the Looking Glass, ist die Prinzessin Kaguya diesem japanischen Märchen entliehen.
- In der Serie Sailor Moon und im zweiten Film Schneeprinzessin Kaguya spielt sie eine Hauptrolle.
- Im PlayStation-2- und Wii-Spiel Ōkami tritt sie als Nebenfigur (Nicht-Spieler-Charakter) auf.
- Im PC-Dōjin-Spiel Touhou von Team Shanghai Alice spielt sie eine Hauptrolle als Endgegner, zusammen mit Abwandlungen der 5 unmöglichen Aufgaben.
- In Anlehnung an die Geschichte entstanden Manga und Trickfilm-Serie Die Königin der tausend Jahre, deren Originaltitel Shin Taketori Monogatari: Sen-nen joō (dt. „Die neue Geschichte vom Bambusschneider: Die Königin der tausend Jahre“) ist.
- Die Manga- und Anime-Serie Ayashi no Ceres erzählt eine Fortsetzung der Geschichte, indem sie die Hauptcharaktere als Wiedergeburten handlungstragender Charaktere oder Elemente auftreten lässt.
- In der Mangaserie Prinzessin Sakura von Arina Tanemura soll Kaguya die Großmutter der Hauptperson sein.
- In der Manga- und Anime-Serie Naruto bzw. Naruto Shippūden von Masashi Kishimoto ist Kaguya Ōtsutsuki der erste Mensch, der die Energie Chakra kontrollieren kann und ebenso der Endgegner der Handlung.
- In der Manga- und Anime-Serie TONIKAWA: Over the Moon for You wird immer wieder angedeutet, dass die in moderner Zeit lebende Protagonistin Taketori Monogatari sein könnte. Am Ende ist sie jedoch die Tochter des Mannes, der im Auftrag des Kaisers das unsterblich machende Elixier auf dem Fuji verbrennen sollte, es aber stattdessen seiner Tochter gab.

## Trivia
Die quasi-parthenogenetisch erzeugte Maus Kaguya und der Asteroid Kaguyahime (7991) wurden nach der Prinzessin aus der Geschichte benannt. Ebenfalls erhielt die japanische Mondsonde die Bezeichnung Kaguya.

## Übersetzungen und Nacherzählungen
- Frederick Victor Dickins: Primitive & Mediaeval Japanese Texts. Translated into English with Introductions Notes and Glossaries. Clarendon Press, Oxford 1906, S. 314–379 (Digitalisat im Internet Archive – Kommentierte, englische Übersetzung des Man’yōshū und des Taketori Monogatari).
- Hanns Maria Lux: Das Mädchen aus dem Bambuswald. Eine seltsame Geschichte aus dem alten Japan. Ensslin & Laiblin Verlag, Reutlingen 1954 (freie Nacherzählung ohne Anspruch auf Textgenauigkeit, stellenweise mit Kürzungen oder Ausschmückungen)
- Hisako Matsubara: Die Geschichte vom Bambussammler und dem Mädchen Kaguya. Verlag Langewiesche-Brandt, Ebenhausen bei München 1968 (Rezension in der Zeit vom 12. Dezember 1969)
- Nelly Naumann, Wolfram Naumann: Die Zauberschale. Erzählungen vom Leben japanischer Damen, Mönche, Herren und Knechte. 1. Auflage. Deutscher Taschenbuch Verlag (dtv), München 1990, ISBN 3-423-11296-4, Die Geschichte vom Bambussammler, S. 45–70 (Übersetzung aus dem Japanischen).
- Gerhard Staufenbiel: Die Geschichte vom Bambussammler. In: Wie der Donnergott einmal in den Brunnen fiel. Japanische Märchen und Mythen, nacherzählt zum Vorlesen oder selber lesen. tredition, 2010, ISBN 978-3-86850-627-3, S. 45–52 (eingeschränkte Vorschau in der Google-Buchsuche – Es handelt sich um eine Nacherzählung, die keinen Anspruch auf Textgenauigkeit erhebt).